# Born This Way (sang)
Born This Way er første single fra den amerikanske sangerinde Lady Gagas andet studiealbum, Born This Way. Sangen er skrevet af Lady Gaga selv og danskeren Jeppe Laursen, der tidligere var en del af duoen Junior Senior. Sangen blev sang nummer 1000 der strøg til tops på den amerikanske hitliste Billboard Hot 100.

## Hitliste
| Hitliste (2011)                                  | Højeste placering |
| ------------------------------------------------ | ----------------- |
| Australien (ARIA)                                | 1                 |
| Belgien (Ultratop 50 Flanderen)                  | 2                 |
| Belgien (Ultratop 50 Vallonien)                  | 3                 |
| Canada (Canadian Hot 100)                        | 1                 |
| Danmark (Track Top-40)                           | 2                 |
| Finland (Suomen virallinen lista)                | 1                 |
| Frankrig (SNEP)                                  | 2                 |
| Irland (IRMA)                                    | 1                 |
| Italien (FIMI)                                   | 2                 |
| Holland (Single Top 100)                         | 1                 |
| New Zealand (RIANZ)                              | 1                 |
| Norge (VG-lista)                                 | 2                 |
| Schweiz (Schweizer Hitparade)                    | 1                 |
| Slovakiet (Rádio Top 100)                        | 10                |
| South Korea (GAON)                               | 1                 |
| Spanien (PROMUSICAE)                             | 1                 |
| Sverige (Sverigetopplistan)                      | 1                 |
| Tjekkiet (Rádio Top 100)                         | 43                |
| Tyskland (Official German Charts)                | 2                 |
| Storbritannien Singles (Official Charts Company) | 3                 |
| USA Billboard Hot 100                            | 1                 |
| US Adult Contemporary                            | 30                |
| US Adult Pop Songs                               | 16                |
| US Hot Dance Club Songs                          | 49                |
| US Billboard Radio Songs                         | 6                 |
| USA Mainstream Top 40 (Billboard)                | 14                |
| Østrig (Ö3 Austria Top 40)                       | 2                 |